# 連邦規則集
連邦規則集（れんぽうきそくしゅう、英：the Code of Federal Regulations、略称：CFR）とは、アメリカ合衆国の連邦政府により連邦官報の中で公布される、一般的かつ永続的な規則・規定を集成した法典である。アメリカ合衆国の行政法として位置づけられることもある。連邦規則集はアメリカ国立公文書記録管理局の部局である連邦官報事務局 (en:Office of the Federal Register) によって発行される。

## 背景
連邦議会は、合衆国法典やその他のまだ法典化されていない制定法の施行を行政機関に委任するとき、解釈に関して行政機関に大きな権限を任せることが多いため、行政法が必要になる。連邦議会には、ありうる事態を細かく規定した制定法を作成して、これらの行政機関の管轄している事務を細かく管理するには繁忙度が高すぎるという場合もある。また、連邦議会が、実際の事実関係に法律を具体的に適用するには行政機関内の専門家が最も適任であると判断する場合もある。
行政手続法 (en:Administrative Procedure Act) のもとでは、行政機関は公開の「規則作成 (en:rulemaking)」の手続を経た上で規則を公布することができる。規則作成の手続では、一般市民に規則の内容が公表され、コメントを受け付けている。一定期間後に、規則は官報で刊行されるのが通常である。

## 効力
裁判所では、連邦規則は制定法の妥当な解釈である限りにおいて、有効な成文法として扱われる。この「妥当な解釈」の基準は、「シェブロン原則」ともいい、レーガン政権下で1981年に公布された大気浄化法の施行規則の効力が問われた事件で、合衆国最高裁判所によって全員一致（6人賛成、3人忌避）の判決で明言されたものである
例えば、連邦議会で制定された法律が、「過度の」水銀がアメリカ国内の主要な水源に含まれることがないようにするべきと規定するにとどまり、それ以上の規定をしていない場合、法律によって所管庁として指名された機関（おそらくアメリカ合衆国環境保護庁 (EPA)）は、「過度」の水銀濃度や、「主要な」水源の定義を、科学的な手法で決定することとなる。
こうした定義や、連邦議会の意図していた目標を達成するための実行計画（連邦議会が別途に規定していない場合は、違反時の罰則も）が連邦規則に盛り込まれることとなる。
さらに、連邦議会が権能賦与法を通すこともある。これは連邦議会以外の機関に規則の制定（基本法）の制定を広く許容する法律である。例えば、連邦議会が「公害による汚染を規制する」規則を定める機関として環境保護庁を指定したとする。すると環境保護庁は既存の有効な法律がない領域に限り、鉛やラドンや農薬などの排出量を取り締まる広範な規定（定義や執行方法を含む）を定めることができる。このような規則は、いかなる議会・政府機関による定義・執行規定であろうと、連邦規則に含まれる。

## 公布
連邦規則はまず官報によって公布され、その後に主題や内容によって整理され、連邦規則集としてまとめられる。

## 編成と印刷
連邦規則集は、連邦規則の広範さを反映して50巻に分かれている。新しい規則は絶え間なく施行されているが、連邦規則集の印刷物は決められたスケジュールに従って更新される。それぞれの巻は1暦年に1回更新され、4半期ごとに次のように分けて発行される。
- 1巻から16巻：1月1日
- 17巻から27巻：4月1日
- 28巻から41巻：7月1日
- 42巻から50巻：10月1日

新しい連邦規則は連邦官報の中で公開され、42 CFR 260.11(a)（連邦規則42巻260条11項a）といったCFRのナンバリングがなされる。引用の際はこの番号があればよく、印刷された規則集のページ番号は必要ない。インターネット版の連邦規則集はe-CFRとしてアメリカ国立公文書記録管理局によって管理されており、通常は官報発行から3日以内に最新版に更新される。

## 各巻の規則
- Title 1: General Provisions（一般条項）
- Title 2: Grants and Agreements（権限と協定）
- Title 3: The President（大統領）
- Title 4: Accounts（会計）
- Title 5: Administrative Personnel（行政人事）
- Title 6: Homeland Security（国土安全保障）
- Title 7: Agriculture（農業）
- Title 8: Aliens and Nationality（外国人と国籍）
- Title 9: Animals and Animal Products（動物と牧畜）
- Title 10: Energy（エネルギー）
- Title 11: Federal Elections（連邦選挙）
- Title 12: Banks and Banking（銀行および銀行業務）
- Title 13: Business Credit and Assistance（業務上の信用と支援）
- Title 14: Aeronautics and Space（航空と宇宙。連邦航空規定 (Federal Aviation Regulations) ともいい、連邦航空局によって管理される）
- Title 15: Commerce and Foreign Trade（商業と貿易）
- Title 16: Commercial Practices（商慣習）
- Title 17: Commodity and Securities Exchangess（商品および証券取引）
- Title 18: Conservation of Power and Water Resources（電力および水資源の保全）
- Title 19: Customs Duties（関税）
- Title 20: Employees' Benefits（労働者の給付金）
- Title 21: Food and Drugs（食物と薬物。アメリカ食品医薬品局および麻薬取締局によって管理される）
- Title 22: Foreign Relations（外交関係）
- Title 23: Highways（幹線道路）
- Title 24: Housing and Urban Development（住宅および都市開発）
- Title 25: Indians（インディアン）
- Title 26: Internal Revenue（内国税収入）
- Title 27: Alcohol, Tobacco Products and Firearms（アルコール、煙草および重火器）
- Title 28: Judicial Administration（司法行政）
- Title 29: Labor（労働）
- Title 30: Mineral Resources（鉱物資源）
- Title 31: Money and Finance: Treasury（金融：財務省）
- Title 32: National Guard（州兵）
- Title 33: Navigation and Navigable Waters（治水）
- Title 34: Education（教育）
- Title 35: Reserved （留保　以前はパナマ運河）
- Title 36: Parks, Forests, and Public Property（公園、森林、公有不動産）
- Title 37: Patents, Trademarks, and Copyrights（特許、商標および著作権）
- Title 38: Pensions, Bonuses, and Veterans' Relief（年金、賞与および退役軍人保護）
- Title 39: Postal Service（郵便事業）
- Title 40: Protection of Environment（環境保護。アメリカ合衆国環境保護庁が管理する）
- Title 41: Public Contracts and Property Management（公的契約および不動産管理）
- Title 42: Public health（公衆衛生）
- Title 43: Public Lands: Interior（公有地：内部）
- Title 44: Emergency Management and Assistance（危機管理および補足事項）
- Title 45: Public Welfare（公益）
- Title 46: Shipping（船舶）
- Title 47: Telecommunication（電気通信）
- Title 48: Federal Acquisition Regulations System（連邦購入取締制度）
- Title 49: Transportation（運輸）
- Title 50: War and National Defense（戦争および国防）